# Jerzy Trela
Jerzy Trela (né le 14 mars 1942 à Leńcze en Pologne et mort à Cracovie (Pologne) le 15 mai 2022) est un acteur polonais.

## Filmographie partielle

### Cinéma
- 1970 : Le Sel de la terre noire (Sól ziemi czarnej) de Kazimierz Kutz : un insurgé
- 1973 : La Clepsydre (Sanatorium pod Klepsydrą) de Wojciech Has : Wesolek
- 1980 : Le Calme (Spokój) de Krzysztof Kieślowski : Zenek, chef de chantier
- 1981 : L'Homme de fer (Człowiek z żelaza) d'Andrzej Wajda : Antoniak
- 1981 : Wizja lokalna 1901 de Filip Bajon: Winkler le père d'Antek
- 1982 : Znachor (Le Rebouteux) de Jerzy Hoffman : Samuel Obiedziński
- 1983 : Danton  d'Andrzej Wajda : Billaud-Varenne
- 1984 : La Traque (Wedle wyroków twoich...) de Jerzy Hoffman :le cheminot Ochalski
- 1987 : Matka Królów de Janusz Zaorski : L'Espagnol""
- 1988 : Le Décalogue (IX) (Dekalog) de Krzysztof Kieślowski : Médecin Mikołaj
- 1988 : Sur le globe d’argent (Na srebrnym globie) d'Andrzej Zulawski : Jerzy
- 1993 : Trois couleurs : Blanc de Krzysztof Kieślowski : Monsieur Bronek
- 1999 : Pan Tadeusz : Quand Napoléon traversait le Niémen (Pan Tadeusz) d'Andrzej Wajda : Podkomorzy
- 2001 : Quo vadis ? de Jerzy Kawalerowicz : Chilonides Chilon
- 2003 : Une vieille fable. Quand le soleil était un dieu de Jerzy Hoffman : Wizun
- 2006 : L'Apprenti de Sławomir Fabicki : le grand-père de Wojtek
- 2013 : Ida de Paweł Pawlikowski : Szymon Skiba

### Télévision
- 1973 : Janosik de Jerzy Passendorfer (série télévisée) : Bacuś

## Récompenses et distinctions
- Médaille d'or Gloria Artis en 2005
- Croix de Commandeur avec étoile dans l'Ordre Polonia Restituta
- Aigle du meilleur acteur dans un second rôle
  - pour le rôle de Chilon Chilonides dans Quo vadis, de Jerzy Kawalerowicz
- meilleur acteur dans un second rôle au Festival du film polonais de Gdynia de 1996